# Johann Ignaz Felbiger
Johann Ignaz Felbiger (magyarosan Felbiger János Ignác) (Glogau, 1724. január 6. a Pressburger Zeitung szerint 1725. január 8. – Pozsony, 1788. május 17.) német pedagógus, népiskolai főigazgató, pozsonyi prépost és főesperes.

## Élete
A teológiát Boroszlóban hallgatta, majd 1746-ban a sziléziai Saganban belépett az Ágoston-rendbe. 1758-ban kanonokból apáttá választották. Az iskolai nevelésre fordította különösen figyelmét, és hozzáfogott a népiskola, s főleg a hitoktatás megújításához. Meglátogatta Berlint, hogy az ottani királyi reáliskolában a tanítási rendszert tanulmányozza. Visszatérte után a sagani apátságban alkalmazta rendszerét, melyet azután egész Sziléziára kiterjesztett. A tanulókat osztályokba osztotta szét, s a népiskolát három lépcsőssé szervezte át. A hittant besorolta a tanórák közé, s a puszta memorizálás helyett aktív gondolkodásra tanított.  Később tanítószemináriumot alapított, melynek ő volt a vezetője; egyúttal az iskolai igazgatókat és tanítókat saját rendszerére oktatta. 1774-ben Mária Terézia meghívta őt Bécsbe a császári és királyi államokba az iskolatanács főigazgatójának, hogy segítse megerősíteni a monarchia iskolareformját. 1778-ban a népiskolák főigazgatója, pozsonyi prépost és főesperes lett. A királynő haláláig dolgozott az iskolareformon. II. József 1782-ben elbocsátotta. Az ő rendszere szerint átalakított iskolákat nevezték aztán normális iskoláknak, melyekben az ő ABC-s és egyéb tankönyveit használták. Halálának százéves évfordulóját 1888-ban megünnepelte a pozsonyi katolikus tanítótesület.
Arcképe Reinitius után rézmetszet Schleuentől (Berlin, az Allg. Deutsche Bibliothek 19. kötete mellett is.)

## Munkái
- Versuch, die Höhe des Riesengebirges zu bestimmen. Breslau, 1769
- Erkenntniss und Anwendung der verschiedenen Erdarten zur Verbesserung des Ackerbaues. Leipzig, 1770
- Vorschläge, wie Nordlichter zu beobachten sind. Sagan, 1771
- Die Kunst, Thürme und andere Gebäude von den schädl. Wirkungen d. Blitzes zu bewahren. Breslau, 1771
- Sagan-Káté. (1772-ben császári rendeletre tanították az osztrák tartományokban)
- Anleitungen, jede Art von Witterung genau zu beobachten. Sagan, 1773
- Rechenbuch f. d. Schüler der k. k. Staaten. Wien, 1774
- Methodenbuch für die deutschen Schulen in den k. k. Staaten. Wien, 1775
- Nachricht von der gegenwärtigen Beschaffenheit der Normalschule und einigen andern deutschen Schulen in und bei Wien. Wien, 1775
- Anleitung zur Erkenntniss d. Landwirthschaft. Wien, 1776
- Anleitung zur Erkenntniss der natürl. Dinge. 1. Theil. Naturlehre. Wien, 1778
- Naturgeschichte. Wien, 1780
- Anleitung zur Erkenntniss der natürlichen Dinge. Wien. 1778
- Die Beschaffenheit und Grösse der Wohlthat, welche Maria Theresia erwiesen hat. Frankfurt a. M., 1781
- Vorlesung von der Schuldigkeit der Geistlichen in Absicht auf die Pfarrschulen gehalten am 9. Dec. 1780. Frankfurt a. M., 1782
- Anleitung Schulgebäude auf d. Lande wohl anzulegen. Frankfurt a. M. 1783
- Briefwechsel mit Lambert, vornehmlich d. Meteorologie betreffend. Berlin, 1783 (kiadatott Bernoulli által)
- Beiträge zur Geschichte des harten Winters 1783–84. Pressburg, 1784
- Geschichte des langen Winters 1784–85. Pressburg, 1785
- Katholischer Katechismus Zum Gebrauche Kath. Schulen in drei Classen mitgetheilt. Salzburg, 1787
- Wie weit gewähren wohl Gewitterableiter Sicherkeit für umstehende Gebäude. Aus den hinterlassenen Papieren des sel. Abtes Sagan von Ignaz von Felbiger. Pressburg, év. n.
- Versuch über die beste Art die Jugend in den Wahrheiten der Religion zu unterweisen. Aus den hinterlassenen Papieren… Pressburg, év. n.